# Caro Papa, ti scrivo
Caro Papa, ti scrivo è un saggio scritto dal matematico e logico Piergiorgio Odifreddi a forma di lettera, uscito nel 2011 per la Oscar Mondadori, divenuto un Best Seller.

## Sintesi
La lettera è "indirizzata" a Joseph Ratzinger, con l'intento di confrontare la visione logico-scientifica del mondo con la visione teologico-metafisica del credo religioso. Odifreddi analizza le varie argomentazioni che il Papa-teologo Ratzinger sostiene nei suoi volumi (Introduzione al Cristianesimo, Gesù di Nazaret, Fede e scienza, Luce del mondo, ...) per giustificare il suo credo, ma dopo un discreto tratto di strada, Odifreddi mostra come le due vie si separino, laddove viene imposta una logica creazionista che nega l'evoluzione degli esseri viventi da forme più semplici. Non solo, ma anche sulla figura di Gesù, la ragione porta a concludere che tutti i fatti miracolosi attribuiti a Gesù sono frutto dell'immaginazione di fanatici religiosi come San Paolo. Altre questioni, come i privilegi fiscali di cui gode la Chiesa cattolica nel mondo e soprattutto nello Stato Italiano e gli scandali della pedofilia che hanno riguardato in prima persona Papa Ratzinger, sono affrontate nel volume.

## Contenuti
1. Il Papa e il matematico
2. I dubbi del clown
3. Una realtà, molte finzioni
4. Credo di capire
5. Dio viene in essere
6. Un piccolo grande uomo
7. In principio era la Ragione
8. Libertà condizionale
9. Metafore scientifiche
10. Che storia è mai questa?
11. Chi fu veramente Gesù
12. La teologia del cane
13. Ma che bel disegno
14. Le cose si evolvono
15. Morte e resurrezione
16. Chissà come finirà
17. Il sex appeal del cattolicesimo
18. Non fare come il prete fa
19. Il suo e il mio Credo
20. Dio e la matematica

## L'epistola di Benedetto XVI
Il Papa emerito, Benedetto XVI, ha scritto una lettera all'autore del libro per esprimere il proprio parere dopo la lettura di tale opera. Benedetto XVI rileva come il suo giudizio su Caro Papa, ti scrivo sia non univoco: certe questioni sono state stimolanti altre, invece, sono state giudicate aggressive e con un'argomentazione avventata. Tale lettera è stata pubblicata in un volume del 2013, Caro Papa teologo, caro matematico ateo. Dialogo tra fede e ragione.